# بابی گاف
بابی گاف (انگلیسی: Bobby Gough; ۲۰ ژوئن ۱۹۴۹ – ) بازیکن فوتبال اهل بریتانیا بود.
از باشگاه‌هایی که در آن بازی کرده‌است می‌توان به باشگاه فوتبال والسال، باشگاه فوتبال کولچستر یونایتد، باشگاه فوتبال استوک‌پورت کانتی، باشگاه فوتبال هندون، باشگاه فوتبال چلمزفورد سیتی، باشگاه فوتبال ساوتپورت، و باشگاه فوتبال پورت ویل اشاره کرد.